# Chamouillac
Chamouillac és un municipi francès situat al departament del Charente Marítim i a la regió de la Nova Aquitània. L'any 2007 tenia 315 habitants.

## Demografia

### Població
El 2007 la població de fet de Chamouillac era de 315 persones. Hi havia 130 famílies de les quals 34 eren unipersonals (15 homes vivint sols i 19 dones vivint soles), 42 parelles sense fills, 46 parelles amb fills i 8 famílies monoparentals amb fills.
La població ha evolucionat segons el següent gràfic:
Habitants censats

### Habitatges
El 2007 hi havia 159 habitatges, 134 eren l'habitatge principal de la família, 13 eren segones residències i 12 estaven desocupats. Tots els 158 habitatges eren cases. Dels 134 habitatges principals, 120 estaven ocupats pels seus propietaris, 13 estaven llogats i ocupats pels llogaters i 1 estava cedit a títol gratuït; 7 tenien dues cambres, 14 en tenien tres, 38 en tenien quatre i 74 en tenien cinc o més. 105 habitatges disposaven pel capbaix d'una plaça de pàrquing. A 48 habitatges hi havia un automòbil i a 75 n'hi havia dos o més.

### Piràmide de població
La piràmide de població per edats i sexe el 2009 era:
| Homes | Edats   | Dones |
| ----- | ------- | ----- |
| 0     | 95 o +  | 0     |
| 0     | 90 a 94 | 0     |
| 4     | 85 a 89 | 0     |
| 0     | 80 a 84 | 8     |
| 12    | 75 a 79 | 16    |
| 4     | 70 a 74 | 0     |
| 16    | 65 a 69 | 20    |
| 4     | 60 a 64 | 12    |
| 4     | 55 a 59 | 0     |
| 0     | 50 a 54 | 8     |
| 16    | 45 a 49 | 8     |
| 28    | 40 a 44 | 24    |
| 12    | 35 a 39 | 16    |
| 8     | 30 a 34 | 4     |
| 0     | 25 a 29 | 4     |
| 8     | 20 a 24 | 12    |
| 28    | 15 a 19 | 24    |
| 8     | 10 a 14 | 4     |
| 4     | 5 a 9   | 8     |
| 0     | 0 a 4   | 0     |

## Economia
El 2007 la població en edat de treballar era de 193 persones, 143 eren actives i 50 eren inactives. De les 143 persones actives 128 estaven ocupades (72 homes i 56 dones) i 16 estaven aturades (4 homes i 12 dones). De les 50 persones inactives 13 estaven jubilades, 15 estaven estudiant i 22 estaven classificades com a «altres inactius».

### Ingressos
El 2009 a Chamouillac hi havia 138 unitats fiscals que integraven 332 persones, la mediana anual d'ingressos fiscals per persona era de 14.693 €.

### Activitats econòmiques
Dels 13 establiments que hi havia el 2007, 1 era d'una empresa de fabricació d'altres productes industrials, 3 d'empreses de construcció, 5 d'empreses de comerç i reparació d'automòbils, 1 d'una empresa de transport, 1 d'una empresa d'hostatgeria i restauració i 2 d'empreses financeres.
Els 2 serveis als particulars que hi havia el 2009 eren paletes.
L'any 2000 a Chamouillac hi havia 13 explotacions agrícoles que ocupaven un total de 243 hectàrees.

## Equipaments sanitaris i escolars
El 2009 hi havia una escola maternal integrada dins d'un grup escolar amb les comunes properes formant una escola dispersa.

## Poblacions més properes
El següent diagrama mostra les poblacions més properes.